# Cztery małe dziewczynki
Cztery małe dziewczynki (ang. 4 Little Girls) – amerykański film dokumentalny z 1997 roku w reżyserii Spike’a Lee. Obraz opowiada o ataku terrorystycznym przeprowadzonym przez Ku Klux Klan 15 września 1963 w kościele baptystów w Birmingham w stanie Alabama. Film był nominowany do Oscara za najlepszy pełnometrażowy film dokumentalny.